# Permiso para pensar
Permiso para pensar és una pel·lícula documental de l'Argentina en color dirigida per Eduardo Meilij segons el seu propi guió escrit en col·laboració amb Alberto Borello i Noemí Duhalde que es va estrenar el 30 de març de 1989. Està realitzada amb recopilació de noticiaris i de material de propaganda del peronisme.

## Comentaris
H. Alsina Thevener a Página/12 va escriure:
| « | «Com a realitzador debutant (Meilij) va fer molt...no sols per la cerca i la inversió sinó pel propòsit mateix d'utilitzar imatges i paraules irrefutables.» | » |

Adrián Soria a El Cronista Comercial va dir:
| « | «El '83 La República perdida va contribuir a la campanya proselitista que es vivia llavors. Però ho va fer dignament, per objectiva i clara. De Permiso para pensar no es pot dir el mateix.» | » |

Fernando Ferreira a Heraldo de Buenos Aires va opinar:
| « | «Supèrflua i arbitrària visió del primer peronisme.» | » |

Eduardo Marrazi a La Razón va opinar:
| « | «Més enllà de la seva importància revisionista, el film segurament no quedarà en els anals del documental com a exemple d'art.» | » |

Manrupe i Portela escriuen:
| « | «Recopilació del pitjor de la propaganda peronista del període 1946-55, estrenada abans de les eleccions de 1989, i d'indubtable valor històric.» | » |